# たけし・さんま世紀末特別番組!! 世界超偉人伝説
たけし・さんま世紀末特別番組!! 世界超偉人伝説（たけし・さんませいきまつとくべつばんぐみ!! せかいちょういじんでんせつ）は、1992年から1998年まで計12回にわたって放送された日本テレビ系の特別番組。

## 概説
番組の正式名称は『たけし・さんま世紀末特別番組!! 世界超偉人×××人伝説』（たけし・さんませいきまつとくべつばんぐみ!! せかいちょういじん×××にんでんせつ）である。
司会はビートたけし、明石家さんま、進行役は永井美奈子（1996年6月の「50000人伝説」までは日本テレビアナウンサー、同年10月の「50万人伝説」からはフリーアナウンサーとして出演。）。毎年春と秋の番組改編期に放送されていた。100人伝説 - 1000万人伝説、5000人伝説 - 5000万人伝説、111人伝説と、その都度タイトルが微妙に変わった。
放送時間は19:00から2時間近くがほとんどで、10万人伝説以後は21:00から始まるケースもある。再放送は年末以外はほとんどが土曜日で、12:00から14:00の間のいずれかから始まる。
とりあげられる「偉人」とは、“常軌を逸した奇人変人”と、近現代日本・世界史上の著名人の2種に大別される。比率的には前者がメインで、後者が口直し、あるいは番組のトリとして据えられる。
この番組で大阪市玉造のアジアコーヒ（コーヒーではない）で売っている幻のジュース「ネーポン」が一躍有名になり、この印象があまりにも強すぎたため、長嶋茂雄なども取り上げられていたことを知る人は意外と多くない。
なお、1994年10月からレギュラー放送される予定だったが、たけしのバイク事故により白紙になった。
探偵!ナイトスクープが先に取り上げていたネタと被ったものも多く、「城山オレンヂ園」の取材時は「秘境」として扱うはずが、多くの来客を得てしまっていたという（「カッパ渕の主」については当番組が先行）。
CM前のスポンサー紹介ではヨハン・シュトラウス1世の『ラデツキー行進曲』、エンディングテーマにはエドワード・エルガーの『威風堂々』の第1番が使われている。

## 100人伝説（1992年10月1日放送）
パネラー：西村晃、淡谷のり子、大林宣彦、佐野量子
視聴率：19.1%(関東地区・ビデオリサーチ調べ。以下同)
再放送：1992年12月29日
- 宇宙最大の発明に挑む男：清家新一 - 「宇宙研究所」を設立し、空とぶ円盤やタイムマシンの研究を行った。番組では自作の『宇宙艇憲歌』を自ら熱唱。
- 笑う人造人間：西村真琴(ゲスト出演の西村晃は次男) - 人間型ロボット「學天則」を製作。
- 火星の土地を売った男：原田三夫(1890-1977) - 科学評論家。「子供の科学」などを創刊。後に日本宇宙旅行協会を設立し、火星の土地の分譲を行った[2]。映画『火星のわが家』のモデル。
  - 中村メイコも番組で土地の権利書を所有していたことを告白。
- 地球を震撼させる男：エディー・クロンツ - ウィークリー・ワールド・ニュースの編集長。
  - 番組で紹介された記事
    - スペースシャトル、宇宙人[注 1] を救出
    - ブッシュ、宇宙人と密会 - 写真は密会にふさわしくない雰囲気。
    - 宇宙人、捕まる - ポルノ雑誌を万引きして検挙される。
    - 火星にある顔を崇拝しているアマゾンの原住民 - 自分の仮面と同じ形をした地形が火星に存在する。
    - アポロ11号が月面で人骨を撮影していた - とある中国人男性らしい。彼が着用していたリーバイスのジーンズも見つかる。
    - 生きていたJ・F・K
    - 生きていたプレスリー
    - 巨大バッタを射った男※テロップママ
    - 巨大ハムスター
    - ペットクジラ
    - 人面馬
    - etc[注 2]
- 長嶋茂雄超人伝説
  - 長嶋本人に以下の事件の真相をインタビューしてもらう企画(本人いわくいずれも事実とのこと)。
    - バント事件 - バントのサインをジェスチャーで堂々とバラしてしまう(撹乱作戦らしい)。
    - 一茂事件 - 一茂を球場に連れて行ったが、試合が終わったあとに一茂を球場に残して帰宅(三振のせいだった)。
    - 火鉢事件 - 腹いせに火鉢を蹴って足の親指を捻挫してしまい、スパイクが履けなかったため、スパイクの親指の部分を切り落とした。
    - 捕るな! - サードの見せ場と称し、他の野手にはボールを捕らせない。
- 究極のホレ薬伝説：酒井弥(さかいみつる)（1936 - 2004） - 化学の分野を中心に活動。別名『越前の発明王』。人間の汗からフェロモンを抽出し、媚薬を作った人物。
- サンマを愛した男[注 3]：佐藤恵昭 - 宮城県石巻市『風月堂[3]』。秋刀魚を練りこんだ「さんまアイス」等奇抜な材料を使ってあらゆるアイスクリームを販売している。
- 死ぬまで笑わせてくれた男：林家三平

## 1000人伝説（1993年4月8日放送）
パネラー：淡谷のり子、俵孝太郎、天本英世
視聴率：18.1%
再放送：1993年6月26日
- 怪物を造った男：ヒュー・ケネディ - イギリス貴族で兵器研究家を名乗る[4]。祖父とトラのハンティングに立ち会ってから兵器そのものに執心し、20年をかけてナポレオン戦争時代の幻の兵器（巨大投石器）を復元。ピアノや500kgの自動車を飛ばした上、いずれはボーガンを改造して電柱を飛ばそうと企てる。
- 世界で一番幸運なバカ伝説：アルビン・シップレック・ケリー - タイタニック号遭難事故の生還者であったのを始め、幾つかの幸運を得る。
- ウィークリーワールドニュース最新スクープ集 - エディー・クロンツ
  - 番組で紹介された記事
    - 恐竜族発見 - アフリカのタンザニアの奥地に住む、リノザウルスの遺伝子を持った種族。
    - カバ人間発見 - カバに呑み込まれた。
    - 第三の目を持つ女 - 後頭部にもう一つ目がついている。
    - ウエストをしぼりすぎた女 - ウエスト24cm。時計バンドがベルト代わりになっている。
    - 世界最長の舌を持つ男 - 全長25cm。
    - 矢人間出現 - インド北部。耳元に矢が刺さっている。
    - 人喰いガニ現る
    - あの宇宙人結婚 - 相手は日本人女性。
    - etc（VTRでカットされたリカちゃんハウスに現れた幽霊や、クリントンと密会する宇宙人、ネズミをはさんだマックマウスバーガー新発売など）
- スーパーミステリー博士：橋本健 - 握手すると感電する機械や宇宙人と交信する機械、植物の心が分かる4Dメーターを発明。
- イタリアサギ事情 - 「サギ博物館（館長：サルマントーレ・カシーロー）」（ナポリ）にてあらゆる手口の詐欺を展示（クレジットカードを悪用したスキミング行為など）。
- 史上最大の結婚サギ師伝説：ジョバンニ・ビグリオット - 105名の女性から総額で20億円をだまし取った。
- 不老不死マシーン伝説：ジョージ・バン・タッセル - 飛行機のテストパイロットの最中にUFOに遭遇して以降、UFOとの再会を果たすべく、カリフォルニア州の砂漠のど真ん中に不老不死マシーン「インテグラトロン」と呼ばれる巨大なドーム[5] を作ったが、完成直前に死去。
- 知られざる秘宝伝説：竹川寶生（たけがわ ほうじょう） - 本名：竹川勇次郎。三重県の真言宗大僧正で、ルーブル彫刻美術館初代館長。少年時代から彫刻に興味を示し、観音様のお告げにより、通販で得た莫大な利益を元にパリのルーブル美術館の彫刻のレプリカなどを展示する美術館を建設。
- 巨大地下帝国の謎：リベルト・アイラウド（1950-2013） - イタリア北部に持続可能な社会を目指す共同体を築いた人物（番組では「ダマンフール共和国」と紹介されていたが、公式では「ダマヌール共和国」となっている）。地下深くにある瞑想のための巨大な神殿（地底には超能力を引き出すエネルギーが秘められているという理由から。将来は1万人以上の「国民」が生活できるように計画されている）や食料品の生産工場などを除き、ほとんどの施設は地上にある[6]。有機食品を生産しており、日本にも輸出している。

## 10000人伝説（1993年10月15日放送）
パネラー：天本英世、岸田今日子
視聴率：19.0%
再放送：1993年12月27日
- 明石家さんま：番組で超偉人第1号と呼ばれた。
- ビートたけし：番組で超偉人第2号と呼ばれた。

### 大阪ミステリーゾーン伝説
- 死後の世界の番人(岸和田市)：蕎原文吉（そばはら ぶんきち） - 「東洋剥製博物館」の館長。ワシントン条約以前に収集された約400体もの珍獣の剥製を展示。館長死去をもって閉館となり、展示品は「きしわだ自然資料館[7]」に寄贈された[8]。
- 磯野家7つの秘密(東大阪市)：磯野健一 - 近江の浅井家家老、磯野員昌の末裔で本業は理髪店。客の頭をちょんまげ頭にしたくてウズウズしているらしい[9]。自分の家にダンボールで作った7つの秘密を持った小阪城と称する物置を所有（トタン製の屋根瓦、遠近法を利用した天守閣、隠し階段、金の色紙を貼り付けた黄金の茶室、黄金の茶釜、一万坪の庭園、千畳敷の大広間のだまし絵）[10]。当時は『磯野家の謎』他、謎本が流行していた時期にあたる。
- 楽園を造った男：土師藤次（はし とうじ） - 医者に余命を告げられ、死ぬまでに好きなことをやろうと屋根の上に様々なオブジェを作り、そのうち健康になっていた。
- 摩訶不思議美術館の住人：胡本蟹平（こもと かにへい） - "ミステリー骨董屋"「胡本新古美術店」経営。世界の偉人たちのお宝(らしき物)を販売している(クレオパトラのシャワー、那須与一の茶碗[注 4] など)。冒頭にある大阪ではなく兵庫県宝塚市在住。

### 究極　味の冒険者伝説
- 馬鹿ラーメン(北海道目梨郡羅臼町)：木野本良一 - 『熊の穴』（閉店）で作っていたラーメン。馬の海馬、鹿のエゾシカの肉を煮含めたものをトッピングにした。
- かまぼこケーキ(富山県滑川市)：本吉寿美子 - 『滑川かまぼこ』(2017年廃業)。かまぼこを使ったケーキや引き出物を製造[11]。スタジオでは天本がかまぼこケーキを観客に振る舞っていた。
- みそジュース(岡山県赤磐市(旧赤坂町))：大野彰一(社団法人岡山県農業開発研究所) - 味噌に加水し、各種酵素を添加。これに果汁などを加えたものをジュースにする[12]。菌に因んで「金太くん」と命名されたが、スポンサーは付かず。
- コンカ漬け(石川県白山市(旧美川町))：任田吉平

### その他
- 金髪結婚詐欺師伝説：J.E.クヒオ(ジョナサン・エリザベス・クヒオ大佐)ことS.K。
  - 松尾伴内が大佐に扮してスタジオに登場。
- ヨーデルの神様はニッポン人だった!?：石井健雄 - ヨーデルの名人。ドイツ民族貢献者として表彰される。スタジオにも登場。
- 日本中を惹きつけた男伝説：関根忠郎（せきね ただお） - 1937年東京生まれ。東映株式会社宣伝部に勤務し、映画(主に仁侠映画)の惹句で観客を惹きつけた。1997年定年退職後、コピーライターとなる[13]。
- あっ!死んじゃった[14]：デビッド・P・ジョーンズ - 世界で起こった思いも寄らぬ死に方を紹介。冒頭のBGMは「トッカータとフーガ」を使用。
  - ※このシリーズはアニメで紹介。
    - ベトナム共和国ホーチミン市 - 飛び降り自殺の野次馬により、橋が崩壊し、数名が死亡。飛び降りようとした女性はその様を見て自殺を思いとどまった。
    - イギリス・ロンドン郊外 - ある霊能力者が床の突起につまづいて転倒して死亡。
    - タイ・チェンマイ - 建設現場で働いていたある男がイナゴの食べ過ぎで死亡。原因はイナゴの駆除のための農薬によるものだった。
    - イギリス・スコットランド - 長身の男がドア枠の天端などに頭をぶつけて死亡。
    - イギリス・マンチェスター - ライブ会場におけるヘッドバンギングによる突然死。後にヘッドバンギングは禁止され、直立不動で鑑賞することになった。

  - 伊藤健次郎が駄洒落を披露。
- 人工透析レスラー伝説：ミスター珍(1932-1995) - 番組放送時は存命だった。
  - 山際淳司がゲストとして登場。
- 世界チャンピオン伝説のゲリラ作戦：輪島功一
- 来日 大リーガースパイ伝説：モー・バーグ

## 10万人伝説（1994年1月8日放送）
パネラー：天本英世、岸田今日子、荒俣宏（この回以降、番組の常連になる。）
視聴率：20.1%
再放送：1994年1月29日
- 人類史上最も背の高い男伝説：ロバート・ワドロー - 22歳で死去した時の身長は272cm（番組では274cm）もあった[注 6]。等身大のロバートのフィギュアがスタジオに持ち込まれた。
- 実録ニッポン怪盗伝：田村源二(仮名) - カメラなど総額5億円もの金品を盗む。逮捕16回、獄中生活30年。
  - 魔のデザート事件：家に空き巣に入った際に腹が減ったのでチャーハンを作って食べ、バナナやみかんを食べた後、腹痛を起こして家人に見つかる。
  - 魔の先客事件：店主になりすましたが、客（実は先に入っていた泥棒）の偽の人情話に騙される。
  - 魔のダンボール事件：警官の目をごまかすために前もって盗んだパイナップル入りのダンボールを他人の家に届けようとするが、箱に付いていた指紋から足がつく。
- 怪人商売王伝説：木村荘平 - 東京に出て様々な商売を成功させた上、チェーン店のはしりである『いろは牛鍋店』を創立。支店を任された女性との間に生まれた子供たちが後に様々な分野で活躍した。
- 世界一の金持ちは世界一のドケチだった!：ヘティ・グリーン - 別名「ウォール街の魔女」。クエーカー教徒の父の影響を受け、日々の生活の中で倹約に勤しんだ。銀行から莫大な金を引き出し、箪笥預金をしたおかげで世界恐慌にもかかわらず、彼女の財産はダメージを受けなかった。
- ムー大陸浮上を予言した男伝説：広瀬謙次郎 - 関東大震災を発生した3日前に霊夢で予知して両親と共に箱根へ避難して難を逃れたほか、レーガン大統領暗殺未遂等を的中させたと主張。ムー大陸浮上（2020～2100年頃）も予言したが、地震学者の諏訪彰によると99.9%ありえないという。
- 伝説のニッポン仰天日記：リチャード・ゴードン・スミス(1858-1918) - イギリスの博物学者。日本へ渡り、様々な珍しいものを発見し、手記や写真に納める。 『ゴードン・スミスのニッポン仰天日記[15]』にてその全貌を知ることができる。

### 味を極め過ぎた者たち
- うなぎケーキ(静岡県榛原郡吉田町の『甘陣』)：増田秀夫 - ウナギの蒲焼をブランデーに浸し、チョコレートケーキなどでくるんだ。他にもしらすクッキーを販売している。1999年に逝去し、2代目が跡を継いでいる。うなぎケーキは2009年4月6日をもって販売を中止したとのこと[16]。
- ミルクコーヒーぬーどる(神戸市の『コクリコ』(2002年頃閉店)[17])：鎌田欣仁（よしひと） - 様々な奇妙な取り合わせのラーメンを作っている。ミルクコーヒーぬーどるに関してはグラタンラーメンのような味らしいが、しばらく経つとコーヒーの時間差攻撃が待っている。
- 水虫パン(福島県福島市の『オカザキドーナツ』)：岡崎隆一（たかいち） - 足の形をしたパンに本人の持病である水虫をあしらったそぼろのトッピングがかけられている。魚の目にも悩まされているらしい。
- べっぴんじゃん[18](愛知県安城市の『北城屋』) - おっぱいの形をした饅頭。
- ベジタブルアート(滋賀県野洲市(旧野洲郡野洲町))：福永新吾[19] - 野菜を薄く切って花や蝶を作り上げる。

### 中国式酒池肉林伝説
※このシリーズはアニメで紹介。
- 元祖酒池肉林：紂王 - 贅の限りを尽くした末、文字通りの酒池肉林の宴を繰り広げた人物。
- 史上最大のクルージング：煬帝 - 多くの民衆を酷使して大運河を建設し、豪華な「竜船」に乗り、大船団を従え遊覧。
- 仰天グルメ貴族：王済 - 人間の母乳で育てた豚肉を献上。
- 巨大建築物マニア：始皇帝 - 万里の長城で知られている人物で、滅ぼした国の城を再建したほか、天まで伸びると言われていた阿房宮、広大な地下宮殿を建設。

## 100万人伝説（1994年4月1日放送）
パネラー：鈴木清順、坂上二郎、荒俣宏
視聴率：16.0%
再放送：1994年5月28日
- ある日超能力がやってきた：政木和三(1916-2002)[20] - 工学博士で、自動炊飯器等多数の特許をとっている。ユリ・ゲラーが出演した番組で超能力に疑念を持ちながらも、ある日超能力に目覚めた人物。
- 世界一恋多き女伝説：ザザ・ガボール(1917-2016) - 生涯に9度も結婚している。
- 今世紀最大の経歴詐称男伝説：フェルディナンド・ウォルド・デマラ・Jr.(1921-1982) - 多くの資格の職業に成りすまして詐欺を働く。
- 重犯罪刑務所グループ伝説：マックスウェル・メルビン - ヒップホップで刑務所の内情を歌い、グラミー賞を取った元凶悪犯たちの「ライファーズ・グループ」のリーダーで殺人・拳銃不法所持で終身刑の判決を受けていた。グループ名のライファーズはメンバー全員が終身刑(Lifers)の罪状を持っていることに由来する[21]。
- スーパー空想王伝説：小松崎茂 - SFを題材にした劇画を相次いで発表し、後に漫画家になる人物たちに影響を与えた。
- 風の男白洲次郎伝説：白洲次郎 - イギリスに留学し、外車を乗り回しながら海外を見聞。日本の政治家と交流を持ち、戦後はGHQとの交渉にあたった。戦争によって自ら「カントリー・ジェントルマン」になる決心をし、GHQに「従順ならざる唯一の日本人」と言わしめた。

### 関西ミステリーゾーン
- 深見合資社：深見博文(日本橋) - 高齢ながらお洒落に人一倍気を遣う。
- アジアコーヒ日の出通り店：西川ユキコ(大阪市天王寺区) - 同店の女主人。コーヒーは販売しておらず、ネーポン(250円)とインドカレー(500円で食べ放題)が売り物。
- 元祖長崎カステラ総本舗：高田豊造(神戸市中央区元町) - 元治元年卯月(1864年5月)創業[22] で、神戸なのに長崎のカステラの元祖を名乗っている。無添加のカステラを売り物にしているが、製造方法は秘密とのこと。ケネディ大統領ほか多くの著名人と文通している。備え付けのスピーカーで常に世界平和を訴え、夜はオカマに変身する。
- 高木薬房：高木武雄(東大阪市) - 病気を表した奇妙な人形や絵画を展示。

### 珍日本紀行伝説
- 桃太郎は生きていた(桃太郎神社、鬼ヶ島)：川治桃光 - おばあさんの洗濯岩やおじいさんが柴刈りに使った手袋、桃太郎が生まれた桃、鬼の角、犬が噛み切った鬼のシンボル(スタジオに持ち込んだ際にたけしが色々ないたずらをした)なども展示されている。しかし、後に起こった不審火により焼失して現存しないものもある(神社の記事参照)。
- 超アンバランス観光(石川県輪島市)：稲垣民夫（「イナチュウコスモポリタン（2012年頃閉館）」館長） - 輪島の朝市の光景に似つかわしくない美術館のファサード（「ヴェルサイユ宮殿」を参考に造られた[23]）。にも構わずおばちゃんが玄関先でワカメなどを売っている。(友人からもらったという)本物の美術品を展示している。
- 怪奇ハイテク博物館のナゾ(香川県高松市)：永松英一 - 『平家物語歴史館』の主。琵琶法師のロボットのほか、蝋人形(四国の偉人：板垣退助、大平正芳他、なぜか瀬戸内寂聴も)を飾ってある。

## 1000万人伝説（1995年3月23日放送）
パネラー：ラサール石井、坂上二郎、天本英世、荒俣宏、伊藤健次郎（東京医科大学名誉教授）
視聴率：19.5%
再放送：なし

### 大阪ミステリーゾーン昇天商店篇
- ミステリー仏壇屋：古谷（ふるたに）コマツ - 西区九条にある古谷安楽堂(現在は閉店)。30年間1度も仏壇が売れず、日用品や青果を売る雑貨屋みたいになっている。
- ミステリー煎餅屋：東野（ひがしの）清一郎 - 福島区野田にある明治時代から続く老舗の芭蕉堂の社長。社長自らハワイアンダンスを踊りながら、箆で伸ばして大きくする煎餅「芭蕉せんべい」を焼く。縁日にも度々出張する。
- ミステリー定食屋：福田泰昌 - 北区浪花町にある宇宙家族(下町のメシヤ(救世主))。店主が宇宙人。宇宙人や仙人が訪れやすい空間になっており、UFOと称するただのお座敷を有している。
- (追跡)西川ユキコ（ネーポンのその後。300円に値上げ、売り切れ間近。本人はたけしと同じように眼帯をしている。）

### その他
※泉鏡花はこの回で取り上げる予定だった(新聞のテレビ欄にも記載)が、次回の5000人伝説で放送された。
- 富士山の噴火を止めた男伝説：笹目秀和(1902-1997)[24]。中国で仙人に出会ってから数々の奇跡を起こす。シベリア抑留から帰還後の昭和32年、東京都の大岳山頂に「多摩道院」を設立。富士山が昭和59年に噴火するはずだったのを天の神のテレパシーによって危機を克服した。
- 世界一好奇心の強い男伝説：ロバート・リプリー(1890-1949)[注 7] - 謎の中国の老人と出あったことがきっかけで、世界各地で見つけた数多くの奇妙なものを紹介する。プロデュースした映画には世界一身長の大きい男も出演している。
- アメリカ皇帝となった男伝説：ジョシュア・ノートン(1811 - 1880)
- 怪物マシーンを作った男伝説：阿蘇哲弘 - ニコラ・テスラが考案したテスラコイルによって四次元の風穴を創り出し、タイムマシン実現の可能性を見い出した。未来科学研究所所長。
- 幽霊の住む迷宮を作り続ける女伝説：サラ・ウィンチェスター(1837-1922) - ウィンチェスターライフルの発明により殺戮された人々の霊たちを受け入れるために、広大な幽霊屋敷を建設した（霊を受け入れる一方で怨霊が入り込むのを防ぐために複雑怪奇なプランになっている）。現在はウィンチェスター・ミステリー・ハウスとして観光名所になっている。

## 5000人伝説（1995年12月29日放送）
パネラー：荒俣宏、ラサール石井、西村晃
視聴率：18.4%
再放送：なし
注）1995年10月6日に放送する予定だったが、オウム真理教の幹部（当時）上祐史浩が、国土利用計画法違反事件の容疑者としてこの日逮捕されたことを受けて、報道特別番組に切り替えたため休止・延期され、1995年12月29日に変更。前回の放送のエンディングでは「1億人伝説」と予告されていた。

### 大阪ミステリーゾーン伝説'95
- 日本一のそば屋伝説：坂本光国（さかもと みつくに） - 天王寺区にある手打ちそば「さかもと」。注文を受けてから17秒でそばができ、出前も500mで2分以内に到着。自転車も迅速に出前ができるように改造がなされている。収録中、たけしが「東京へも早く来るのか？」とジョークで出前を頼んだところ、本当に東京のスタジオまで出前に来てしまう（所要時間3時間33分、飛行機・タクシー・うどん等計21,800円（片道）。手際よく飛行機に乗れたことから台本あり?）。
- とんこつラーメン屋伝説：谷本頼洋 - 北区中津にあるラーメン屋「とんこつラーメンらいよはうす」。放送当時は駐車場の入り口に椅子やテーブルを並べて店を出していた。車が出入りする度に場所を移さなければならない（ラーメン一杯を食べる間に車が7～8台出入りする）。現在は場所を若干移動して普通の店になっている。

### 大阪ミステリーゾーン特別編
- (追跡)古谷コマツ：仏壇はいまだに売れておらず、120万円の仏壇も40万円に値引きされている。「ジュンコ」ブランドのハンカチが「ジーコ」として売られている。
- (追跡)胡本蟹平：慶長小判（1枚380万円相当と思われ、スタジオには75枚が持ち込まれた）などの他、ねずみ小僧ゆかりの千両箱を販売している。
- (追跡)西川ユキコ（中身がネーポンの「ミスパレード」250円）

### その他
- 仰天映画王伝説：ウィリアム・キャッスル（1914 - 1977。映画監督。ギミック映画の帝王） - 上映の最中にあらゆるサプライズを演出。
- 怪力老人伝説：山本哲（やまもと てつ。1900 - 2002、放送当時95歳。日本腕相撲協会会長） - 幼少の頃は虚弱体質だったが、後に腕相撲の強豪となった。歯科医にもなる。アントニオ猪木らも彼に歯が立たなかった。
- 死ぬほど健康にこだわる男伝説：酒井洋昭 - 高校の英語教師を務める一方、多数の病（糖尿病、慢性肝炎、高脂血症など13種）を患い、医者にかかるより、民間療法による多くの治療法（水・磁力・光線を利用）で克服して健康になった。日本健康同盟世話人代表[25]。
- 大リーグ史上最悪チームのオーナーになった男伝説：ビル・ヴェック（1915 - 1986。インディアンス、ホワイトソックス等のオーナーを歴任）
- 植物さんコ・ン・ニ・チ・ハ伝説：三上晃（日本相対磁波研究所所長） - 「リーフ・バイオ・センサー」を発明し、植物と会話することができる。
- 文豪は異常なバイ菌嫌いだった伝説：泉鏡花 - 生食を嫌い、食べ物はどんなものでも必ず火を通し、旅行中でも食べ物に当たらないようにアルコールランプを常に携帯し、旅館の家具をアルコールで徹底的に消毒する。あるいは家の中を徹底的にきれいにし、外で立小便をしていた客を出入り禁止にした他、客人の座った座布団を燃やしたりと、極端な潔癖症を持つ。
- 史上ただひとり米国本土を爆撃した男伝説：藤田信雄（1912 - 1997。1942年9月9日にオレゴン州の山林を爆撃[注 8] し、後に9月29日にも爆撃を実施したが米軍に認知されなかった。戦後、唯一本土を爆撃した日本人としてアメリカの称賛を受けた。）

## 50000人伝説（1996年4月4日放送）
パネラー：荒俣宏、ラサール石井、ジェームス三木
視聴率：17.6%
再放送：1996年6月29日

### 大阪ミステリーゾーン伝説'96春
- 三角公園の男：原桂太（馬のぬいぐるみを頭に載せて通りすがりの人を実況する通称「馬おじさん」。本職はバイク便。放送当時はアメリカ村の三角公園や阪神競馬場などで活動。現在は原SHOW太と芸名を改め、梅田の歩道橋上が主な活動場になっている）
- 幸福と呼ばれる街：門真市幸福町。「幸福ビル」など街のいたる所に「幸福」の名前が見受けられる。「幸福たこ焼きラーメン」の店主・小川貴実は「ギョーザパン」「チョコレートたこやき」などの奇抜な料理を出す。
- (追跡)古谷コマツ（相変わらず仏壇が売れず、300万円の仏壇を70万円に値下げ、さらにボストンバッグに果物などをサービスする）
- (追跡)西川ユキコ（ミスパレード500円、瓶の持ち帰りは1000円。ネーポンをストーブで10分温めた「ホットネーポン」発売。500円。）
- (追跡)胡本蟹平（石川五右衛門の釜が外に置いてある等々）

### 日本ミステリーゾーン・胡本一族の陰謀
- 500億の男：沢口俊夫（徳島県で「ツチノコ（と称するヘビ）をつかまえた」と主張（世界怪物大博覧会に出展したとされるツチノコの標本が勝浦町郷土資料館に展示されている）、また「隕石（三重大学の某教授の認定証付き）」を拾ったと主張）
- 15兆の男：深沢孝司（群馬県で先祖が埋めたとされる埋蔵金を発掘しようとしてあちこちに穴を掘るが、まだ宝は見つかっていない。近くに宝が埋まっていることを示す探査機が埋め込まれているが、機能の詳細は教えてくれない。宝の地図もほとんどが自分で書いたという。）

### その他
- 仰天詐欺事件FILE
  - 思い込みサギ(438万円) - マイホームの資金を引き出すつもりだったが、同姓同名と名乗る人物が真っ先にその金を受け取った（相手の名前を事前に聞いて先に窓口に来る。被害者は同姓だと思い込んでいて、マイホームの夢に目がくらんで犯罪に気がついていない）。
  - 夜間金庫サギ(1,200万円)（大阪ニセ夜間金庫事件） - 鍵の故障と見せかけ、別の仮金庫に金を振り込ませたが、実はある男による罠で、知らずに偽金庫に多くの金が振り込まれた。そして、68番目の客が振り込んだ金で金庫がパンクして事件が発覚。
  - マルササギ(2,000万円) - 東名高速道路のSAに国税局を名乗る男が出現。帳簿と現金を確認した後、別のSAに連絡すると言って職員を締め出し、その隙に金庫の金を盗み、姿をくらました。映画『マルサの女』を悪用した詐欺の手口。
  - 肩書きサギ(3人の女子大生から計170万円を騙し取る) - 男（実は逮捕歴11回で、ターゲットとなる女性を書物により下調べしていた）はラジオ局の職員と称し、女子大生に近づく。そして学生ローンに関する嘘の討論番組に協力してくれないかと彼女を喫茶店に誘い、名刺を差し出して信用させる。業界用語を使って彼女を丸め込み、金融会社で金を借りさせて男に金を預ける。
  - たけしもスタジオでタイヤ交換の詐欺に引っかかったことを告白している。
- 未来の予知を可能にした男伝説：池田頼信（いけだよりのぶ・1948- 医師） - 脈診の一種で、山伏の間で使われていた人迎脈口診（じんげいみゃくこうしん。左手で喉ぼとけ、右手で左手首の脈を取る）を用いて、脈拍のリズムのばらつきでその人の運命を予測する。
- いびきゴッドファーザー伝説：池松武之亮（いけまつたけのすけ・1912 - 1990）。熊本県出身の耳鼻咽喉科医[26]。池松武之亮いびき研究所を設立。多くの患者のいびきを収録して種類ごとに分類し、いびきの治療法を確立。録音されたいびきの一部は大阪万博のタイムカプセルに収蔵され[27]、いびきの収録に使われたテープレコーダーなどは「いびき資料館・研究所[28]」に展示されている。
- 刑務所からやって来た大リーガー：ロン・ルフロア（1948 - 。19歳で武装強盗を働き、仲間の裏切りによって逮捕され、ミシガン州ジャクソン刑務所に収監される。刑務所内で野球を知り、才能を見出された。1973年に釈放され、メジャーへの道を歩んだ。タイガースで盗塁王2度。後に同チームの監督に就任する）
- TV史上最大のスキャンダル伝説：ダン・エンライト（1917 - 1992。NBCプロデューサー。1956年クイズ番組"21(トゥエンティ・ワン)"で高視聴率獲得のためにヤラセ演出を行い、関係者の告発によってテレビ業界を追放された。この一連の騒動は1994年に「クイズ・ショウ」として映画化されている。ダンはイスラエルに帰国して現地のテレビ放送局の創設に尽力した。後にアメリカに戻って番組の制作会社を立ち上げるものの、復帰第一作が皮肉にもクイズ番組であった。晩年にエミー賞を受賞）
- 魔宮にとり憑かれた男伝説：ジョゼフ・フェルディナンド・シュヴァル（1836 - 1924。郵便配達夫。フランスドローム県オートリーヴに33年の歳月をかけて「シュヴァルの理想宮」を建設[29]）

## 50万人伝説（1996年10月11日放送）
パネラー：荒俣宏、ラサール石井、岩井半四郎
視聴率：14.2%
再放送：なし

### 大阪ミステリーゾーン伝説'96秋
- 中古車と水子供養の店：古谷勇次経営の豊中市の中古車屋「ポンコツ倶楽部」。店の前には謎の装飾が施されており、その中に水子（無事故）地蔵、アル中の木（ウイスキーの空瓶が吊るしてある）等が置いてある。ちなみに販売している車は3台しかない。
- 城山オレンヂ園[30]：富田林市。探偵!ナイトスクープで一躍有名となった”パラダイス”の一つで、22年かけて造られた。開園期間は4月から12月10日。主なアトラクションとして、ザリガニ釣りやエアーソフトガン、貸ピンポン台等がある。オレンジは昨年は夏の猛暑と干ばつ、今年はカメムシの大量発生で不作とのこと。番組内では匿名希望の"山のおやじ"とあるが、草尾家保（いえやす）という実名はナイトスクープオンエア時に分かっている。サイン入りのTシャツをプレゼントするらしいが、希望者はいない。
- ミステリー米屋：大阪市港区の米移動販売「丸木食品株式会社」。店主（丸木庸弘）はなぜか日本人形（2代目。初代は本人の身代わりになったらしい）を抱き、香西かおりの曲を流しながら販売活動を行っている。移動販売車の名前は「大阪名物安売屋ブルーハワイ号」。灯油やラムネ（自家製）も売っている。
- 東洋民俗博物館：奈良市。九十九黄人（つくも おうじん。本名 豊勝。1893 - 1998）昭和3年(1928年)設立。大正4年から17年間シカゴ大学で世界の民俗学を研究し、3万点ものコレクションを収集。「日本性崇拝」と呼ばれる1,000ページもの論文を執筆（全て英語）。宮沢りえのヌード写真にキスをしたりするなど年齢に似合わない精力を持っている。
- (追跡)西川ユキコ（ミスパレード400円、瓶の持ち帰りは禁止。神戸市東灘区の某たこ焼き店にも「ネーポン」（1本100円）が置いてあることが分かったが、「（アジアコーヒの）独特の雰囲気で飲むことに300円の付加価値がある」（ナレーションより））
- (追跡)胡本蟹平（急に古谷コマツに会いたくなり、数十年ぶりの電車乗車で古谷安楽堂に行く。そして、バナナを買って帰宅）

### 胡本一族の陰謀
- 15兆の男：深沢孝司（前回に引き続き、群馬県で先祖が埋めたとされる埋蔵金を発掘中も、情報が途絶える）
- 恐竜にとりつかれた男：高山市の平田由房。「恐竜の卵」の化石を大量に所有しているが、これらは全て平田所有の「ピラミッド」から出土したものだという。VTR終了後に卵の化石がスタジオで披露されるが、ゲストの荒俣宏は手に取るや否や「これは石膏」と断言した。
- 宇宙船を呼ぶ男：下田市の影山八郎。自称宇宙人。市街地に近い高台にある下田城美術館に大きな隕石などを展示。また、小さい隕石が入った杓の形をした棒で頭に叩くと頭が良くなると言っている。夜になると梅沢富美男の「夢芝居」でUFOを呼ぶ儀式を近所の人達と一緒に行う。

### その他
- 音の錬金術師伝説：木村哲人（きむら のりと、1933 - 2004）[31] - 擬音を作り出して映像に吹き込む。東映撮影所に入社してカメラマンの助手をしていたが視力が低下して録音技師の仕事に転向。
  - 砂浜の上を歩く音 - 薄焼き煎餅とパン粉を踏む
  - 新雪の上を歩く - 片栗粉を木綿の袋に入れて踏む
  - 兵隊の行進 - 木片を糸で吊るした道具を使う
  - 馬の足音 - お椀に砂と空豆
  - 草原を駆ける馬 - 人工芝＋テープ・お椀
  - 石畳を歩む馬 - 「カパカパ」と音を立てる特殊な道具
  - 人を斬る音 - 白菜と素麺を切る
  - マグマの音 - 小豆と砂糖を煮る
  - 火事で物が焼ける音 - ポリ袋のしわを伸ばし、フィルムを握りつぶす音と合成する
  - 魚の跳ねる音 - コンニャクをピチピチさせる
  - プロペラ機が飛ぶ音 - バイブレーターを箱に押し付ける
  - ジェット機が飛ぶ音 - 共鳴管＋掃除機
  - 鉄橋を渡る電車の音 - ミルクの缶で作った道具
  - ダム崩壊のSE - トイレで水ばかり流すのと裏庭でベニヤ板を割る音を合成
  - 激しい雨の音 - 米粒をスライダーで流す
  - 小雨 - アルミ箔を貼ったスライダーに塩を流す
  - ネコのおなら - ほおずきの実を使う
  - なお、講演でもいろいろな擬音を実演している[32]
- 小さな巨人伝説：タイロン・"マグジー"・ボーグス（NBAシャーロット・ホーネッツ他所属。NBA史上最も身長の低い選手（160センチ））
- 断りきれなかった男伝説：ラッシャー木村（スタジオにも登場）
- 笑われた強盗たち伝説（米国）
  - （テネシー州ナッシュビル）ハンバーガーショップに逃走中の二人組の強盗が押し入るが、トイレから出たウェイトレスが犯行を目撃して通報し、犯人たちが注文したチーズバーガー10個(ピクルス抜き)が出来たところを警官に踏み込まれる。
  - （テキサス州オースチン）ある強盗は酒屋に押し入った際に店員と格闘沙汰になり、全身に酒を浴びるものの、証拠が残らないように衣服を脱いで靴以外の全裸で走っていたところを逮捕(本来はストリーキングは軽犯罪で済む行為だったが、靴にも酒が沁みていたことから強盗の容疑が発覚した)。
  - （ニューヨーク州ブルックリン）強盗に金を奪われた男(アンソニー・コレラ)が警察に被害届を出した。その際、男が銀行強盗に押し入った時にてんとう虫の刺青を銀行員が目撃していた事から事件が発覚した。逮捕された男は護送車の中で偶然自分から金を奪い、何食わぬ顔で遊び歩いている強盗とすれ違った際に罵声を浴びせた。
- サンキュー・ドクター伝説：アルビン・カーン（白井義男のトレーナー）

## 500万人伝説（1997年4月2日放送）
パネラー：荒俣宏、佐野史郎
視聴率：16.6%
再放送：1997年11月8日

### 九十九一族の陰謀
- カッパ渕の主：遠野市。阿部与市（あべ よいち）。かつて2匹のカッパを目撃し、観光名所「カッパ渕」でひたすらカッパとの再会を待ち続ける老人。「（カッパを見たのですか?の問に）そのとーりですぅ!」「（そのカッパはどこから？）土手、土手に、どっどっどっどっどっどっ土手さ上がってたのを見たの!」という独特の言い回しがたけし及びさんまのツボに見事はまっていた。実際に見たという河童の絵を描いてもらったが、「こんなもんだな!」と河童かどうか判別困難なイラストを提示された。カッパ渕には祠が建てられ、阿部老人の写真も飾られている。
- 那須の怪人館（-かいじんやかた）：栃木県那須郡那須町の那須戦争博物館。栗林白岳（くりばやし はくがく。カラフルに塗られた戦車や木・布でできた戦闘機などを展示。乃木希典のコスプレで解説。また、那須与一や松尾芭蕉のコスプレで交通安全運動もしている）
- 小池輸入LPレコード店：名古屋市。小池弘道。ステテコ姿でビートルズなどのリズムを取っている粋な老人。一方でレコードを売ってくれないばかりか、客にレコードすら触らせないレコード店。
- 再び追跡!東洋民俗博物館の主人（あるじ）：九十九黄人（朝はドイツ語で挨拶し、高齢でありながら雑煮を平らげる。前回出てきた宮沢りえのヌード写真の顔を松たか子のアイコラに差し替える。赤いベレー帽をかぶりながらデートに女の子を誘い、買ってきたブローチを付けてあげる一方胸を触り、「（プリクラを）チンチンに貼る!」と言う。女性のアンダーヘア（650人分）のコレクションを公開。スタジオにも登場）

### 景山一族の逆襲
- 景山八郎（前回放送時では「影山」であったが、この回はなぜか「景山」）：UFOや宇宙人のイラストを自ら描く。再度宇宙船を呼ぶ儀式を敢行。曲目は何故かglobeの「Depertures」に変わっていた。結局、今回もUFOの着陸には至らなかった。
- 宇宙警察長官：安成三思（やすなり さんし、新宿のアルタ前で待ちあわせ）。地球に飛来し人間に乗り移った悪い宇宙人を撃退するため、新宿の街中を警察官の制服姿でパトロールしている。アントラス語という謎の言語を使い、女子高生には悪い宇宙人の霊が乗り移っていると決め付け、彼女らの手を握ろうとする。
- 不可思議能力の男：濕婆千徳（しば せんとく）。自称シヴァ神の生まれ変わり。謎の金粉を人体から出す、雲を消す、UFOを呼ぶなどの奇跡を起こす（UFOが来たと思い込んだ途端、盛んにはしゃいでいた）他、アイルトン・セナの事故死や反エリツィン派のクーデターなどの予言を的中した。

### 日本パラダイス伝説

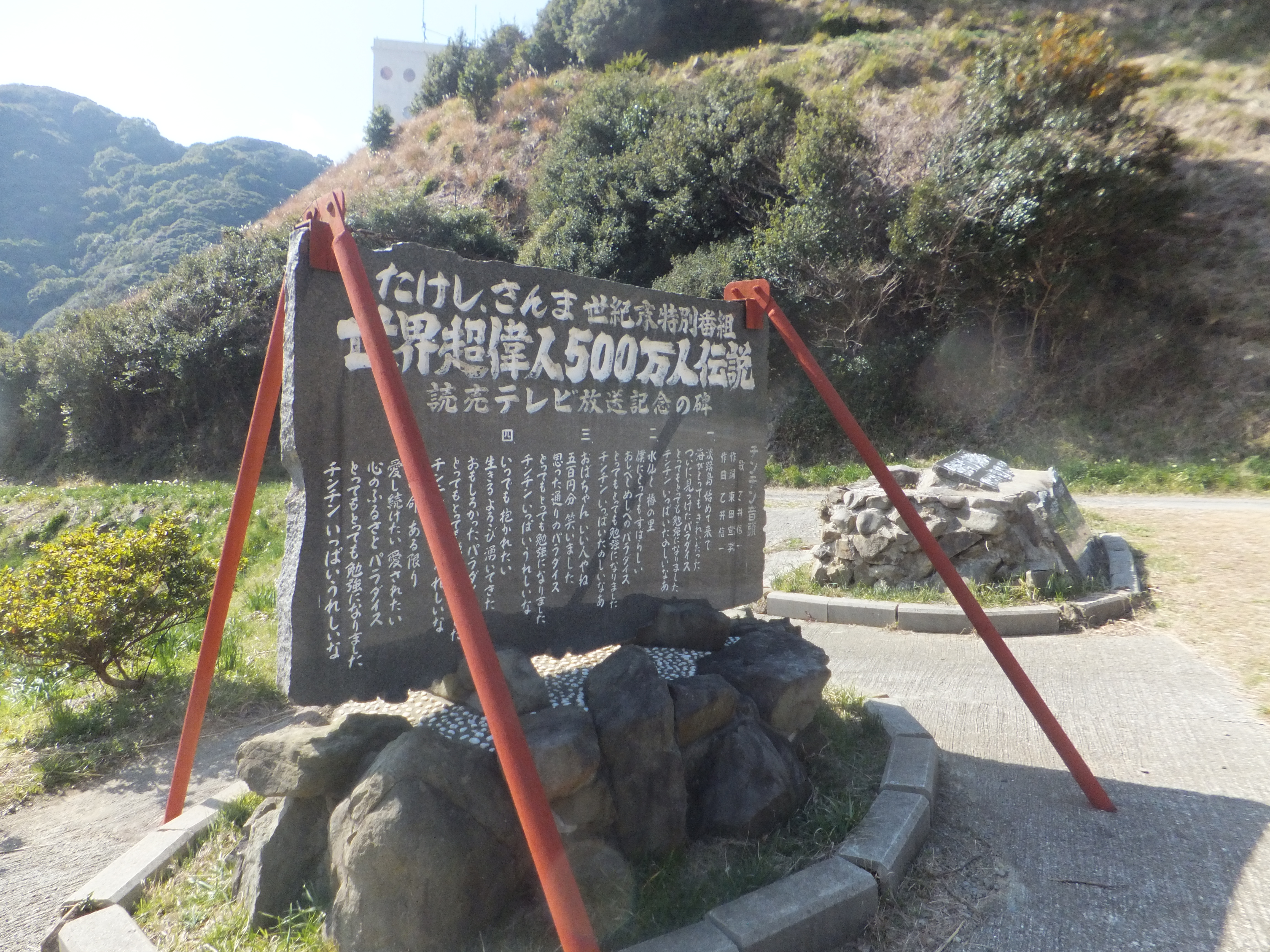
立川水仙郷に設置された番組登場記念碑。「チンチン音頭」の歌詞が記されている。

- 再び追跡！城山オレンヂ園：冬季休園中だったが、理由は「ザリガニ釣りのザリガニが冬眠しているから」。一部モデルチェンジしたと語るも、変わり種のピンポン台を用意しただけだった。
- 立川水仙郷：洲本市。東田宣学（ひがしだ よしたか）。32年かけてナゾのパラダイスを造った。

### その他
- オナラ世界進出計画：松下誠司（まつした せいじ） - 小2の頃から身に付けたオナラ芸(三三七拍子や33連発、46秒95もの長屁など)で一世を風靡。アメリカ進出も果たしている。屁自体は肛門から空気を入れてする「肛門呼吸」のようなもので臭くない。
- 神様と呼ばれた男：塩田剛三（1915 - 1994。合気道創始者植芝盛平の弟子で、のちに養神館を設立。合気道九段の技能を持ち、8人が相手になっても誰一人倒すことができなかった。ロバート・ケネディが来日したときも彼のボディーガードをあっさりと倒してみせた。）塩田の弟子の井上強一と息子の塩田泰久がスタジオに登場。さんまたちに合気道の技を仕掛けた。
- インチキ医療博物館(ミネソタ州ミネアポリス)：ロバート・マッコイ館長（1927年-2010年5月23日）[33] - キャップをかぶって空気の刺激によりハゲを治すはずが却って頭皮をダメにする「エグザパック」や、光線・電磁波を浴びて細胞を若返らせるが火傷の事故が多発した「マクレガー若返り機」、でたらめな診断をする「性格分析装置」、そして後述の「オシロクラスト」等のまともな効果が期待できない医療装置を展示。
- 天才インチキ医者伝説：アルバート・エイブラムス（1864 - 1925）「オシロクラスト（「ダイナマイザー」と呼ばれる患者の血液のサンプルを基に遠隔診療できる機械を応用し、症状に応じたイオンを含んだ蒸留水を飲むことにより、たちどころに病が治ると言われた機器。自らの名医としての信頼を利用し、効能について全米で触れ回ったおかげで購入者が続出。その一方でオシロクラストに関しては箱を開けてはならないと誓約を交わされたが、疑いを持ったある医師がヒヨコの血液のサンプルを送ったところ、いいかげんな診断結果が送られ、請求書まで送り付けられた。その報告が引き金となって調査が行われ、実際に中を開けると、仕組は磁気コイル一つ・でたらめな配線といった杜撰なものだった。）」というインチキ医療器具を使っていた詐欺医者。
- 救世主プロレスラー伝説：フライ・トルメンタ（1945 - 。プロレスラーとしてのリング・ネームであり、本名セルヒオ・グティエレス・ベニテス。メキシコのテオティワカン近郊で神父を務める傍ら、経営する孤児院の収入のために覆面レスラーとしても戦う「暴風神父（番組では嵐の神父。悔い改めチョップや懺悔スペシャルを必殺技としている。彼自身は弱いが、観衆の共感を得ている。近隣ではよく知られた存在であり、マスクをして食料品店へ行くと、半分の値段で売ってもらえる）」。養った孤児たちは、弁護士や医師・教師など多くの職業に就いた（プロレスラーも6名いる）。現在は、この孤児院出身者の一人が「フライ・トルメンタJr.」として活躍）

## 5000万人伝説（1997年10月2日放送）
パネラー：ラサール石井、荒俣宏、大泉滉（遅刻。以後もスタジオを爆笑させる発言を連発）
視聴率：21.5%（シリーズ中最高）
再放送：1997年12月30日（この回も18.5%と再放送では最高の視聴率）

### 日本ミステリーゾーン伝説
- 八尾のエジソンと呼ばれた男：八尾市。木原健次（この放送以降「八尾のエジソン」という呼称が定着。） - 19年前から発明に没頭。イタ電防止機、一発テーブル拭きやハンカチに紛れて小銭を拾う「ケチケチハンカチ」といったセコい発明品なども考案されたが、商品化されたためしはない。
- 石巻海底めぐり王：石巻市。松尾馬笑（まつおばしょう。本名・阿部嵩（たかし）。遊覧船「ナンダコリャ丸」でダジャレツアーを行っていた）。VOWシリーズでもネタにされている。東日本大震災では家ごと流されたが、本人は船に乗って無事だったとのこと[34]。後に遊覧船の復活は護岸工事であきらめ、現在は「袋小路ほら丸（ふくろこうじほらまる）」と改名し、漫談家として各地でボランティア講演を行っている[35]。
- 最後の仙人伝説：豊田市の山中。隼源史（はやぶさげんじ。元プロ空手家の自称・平成の仙人。元銀行員の女弟子一人あり。伝授された技は空に向かって拳を放つ「天空拳」。「投稿!特ホウ王国」でも紹介された。現在は「仙人の庵」を運営していて、子供たちの精神を鍛錬したり、武術を教えたりする活動などを行っている[36]。）

### 九十九一族の陰謀
- 三好常吉・84歳：茨城県北浦に構えた家を思うがままに増築した結果、龍宮城まがいの建物を建設。水槽に額縁を貼り付けた「動く油絵」、全面オレンジの部屋や「黄金の間（本人曰く全て純金）」もある。最後は「150まで頑張る」と豪語していたが、2001年に他界という情報あり。
- 内田収三・93歳(1903-2003)[37]：千葉県茂原市在住。ゴルフのギネスブック記録保持者（60歳にしてゴルフを始める。「エージホール」と呼ばれる自分の年齢を上回るホール数を一日でこなした。1989年に126ホールを記録[38]。18ホールのスコアは92～93）。
- 再び追跡!カッパ渕の主：阿部与市。冒頭に「8月末なら河童に会えます」という阿部からの手紙を紹介。朝食ではキュウリを「ちゅーり」と呼びスタジオ内の爆笑を誘った。前回放送をきっかけにカッパ淵の名物おじいさんとして人気者となったが、結局河童は現れず、スタッフの質問に対し「（現れるのは）9月頃です」と阿部が一言告げて終了。

### その他
- 男女逆転夫婦伝説：新郎・坂本和佳恵（所謂オナベ）、新婦・坂本秀夫（旧姓岡田。所謂オカマ） - 小学校の頃から女性に興味のあったオナベバーにいた『ツバサ』と、幼い頃は女の子と遊んでいたが、大人になると男性に興味を持って女装に憧れ、国鉄で働いている傍ら、夜はオカマダンサーの『ミイちゃん』が交際。一度は破局を迎えたが10年後の再会の末結婚。後に大阪で喫茶店を開く。
- 金田一先生のお人好し事件簿：金田一京助
  - 国語辞典の編者・監修に度々彼の名前が出てくるが、人が良い彼が名前を貸しただけの書誌も多く、横溝正史の小説に登場する探偵の金田一耕助の名義まで貸したケースもある。
  - 石川啄木事件 - 金田一と同郷で後輩の石川啄木が金に困って先生の所に頼みに来た。金田一は啄木に家財を売ってまでしばしば金を貸すが、啄木はその都度吉原で使いまくる。息子の金田一春彦は石川啄木を「石川五右衛門の弟ではないか」と聞かされていた。没後、金田一は啄木の名前を後世に知らしめた。
  - 新潟講演事件 - 金田一の大学での講義はとても長い事で有名で、それを知らずに主催者が講演の時間制限を指定しなかったことが禍となり、私事も含めて延々6時間（知っていることを洗いざらいひけらかすためだったと思われる）もの講演を行った。
  - 速達事件 - 金田一はある日、速達に入っていた2週間前（月日しか見ていない）の原稿の執筆依頼を見つけ、大慌てで原稿を書いて出版社へ送るのを息子の春彦は不思議そうに見ていた。その後春彦宛に出版社から金田一が書いた原稿と菓子折り、および手紙を送ってきた。内容によると、その雑誌は昨年にとっくに廃刊しており、しかも2年前に来た息子宛の速達であった。
  - 結婚披露宴事件 - 教え子の結婚披露宴でスピーチを頼まれたが、構想を考えているうちに式場への道に迷い、式の開始時刻より大幅に遅れて出席した。やがてスピーチの順番が周ってこないことを不審に思ってボーイに確認したところ、実は昨日だった（日付を間違えていた）と知り、赤の他人の結婚式会場に入ってしまったことに気づき慌てて退散した。春彦曰く「あの時はとてもしょげていた」。
- ジャパニーズXファイル
  - 消えたダイナマイト事件（大正3年、広島県呉市） - 海軍の火薬倉庫からダイナマイトが盗まれた情報を聞きつけ、近年横行しているテロリストによるダイナマイトの使用を警戒していた警察が張り込みの末、ダイナマイトを盗みに来た容疑者から得られた驚くべき証言とは、盗んだ50本のダイナマイト(ニトログリセリン)でダイナマイト漁により水中の魚を気絶させて焼いて食べたほか、ダイナマイトそのものを酒の肴にし、なおかつ煙草を吸っていた。さらに火鉢を間にしてダイナマイトを投げ合っていたというものである。ちなみに『床山と横綱―支度部屋での大相撲五十年[39]』によると、終戦の知らせが来て軍隊が暇になると、軍馬を桜鍋にして食べた他、ダイナマイトをおやつ代わりにした。ダイナマイトは全長40cmくらいをしていてオレンジ色の表皮をむくと直径4cmほどの黒い塊が現れ、羊羹のようにねっとりとして甘い味がするが、食べ過ぎると二日酔いにも似た胸焼けを起こすらしい。
  - 牛肉のたたり事件（昭和61年8月、高知県） - ある男は一度でいいから牛肉を山ほど食べたい欲望にかられて農協から牛肉を盗み、一旦は警察に追われる身となったが、警察が被害額が大したものではないとの判断で追跡を打ち切ったとは知らずに7年も逃走を続けていた。その後男は時効が間近に迫っている時に物見高さに山火事を見物に行ったところを、偶然にも牛肉の窃盗犯の顔を覚えていた警察官に取り押さえられた。
  - 不思議な愛の結末（昭和47年、栃木県） - 他人の名義を借りて偽の運転免許証で運転していた男が、居眠り運転で負傷して入院。その後、本人の母親が見舞いに来て、さらに親戚が本人に偶然会ったことから犯行がばれて逮捕。それまで実の息子と思い込んで看病していた母親は男が連行される際に、出所したら八丈島（免許証の名義を使われた本人の出身地）に行くよう説得する。
- うんこに一生を捧げた男伝説：中村浩（1910 - 1980。理学博士。少年時代に肥溜に落ちる事故に遭ってから、糞便に関する研究に没頭するようになる。ガリバー旅行記の記述に影響を受け、後に人糞を食糧に変えるための方法を模索した末、未来の栄養源になりうるクロレラの培養に成功し、日本のクロレラ研究の第一人者となった）
- 屋根裏の愛人伝説：ワルバーガー・ティレル（1894 - 1967。27年間も自宅の屋根裏部屋に不倫相手を住まわせた）以上は番組にて紹介された内容だが、こちらも参照されたし。
  - ワルバーガ・エステルライヒ(1880-1961) - 映画『おかしな夫婦・大逆転!?[40]』の題材となった[41]。

### 世界超偉人伝説放送5周年10回記念・リクエスト特別版
- 日本人部門第1位：長嶋茂雄超人伝説
- 外国人部門第1位：怪物を造った男ヒュー・ケネディ
- ハプニング部門第1位：日本一のそば屋伝説（日本一早いそば屋）

## 111人伝説（1998年3月26日放送）
パネラー：ラサール石井、荒俣宏、佐野史郎
視聴率：15.6%
再放送：1998年7月4日

### 日本ミステリーゾーン伝説
- 横浜ファッション王：宮間英次郎。奇抜なデコレーションを被りながら横浜中華街を闊歩。「オーッケオケオケオケ(OK.OK.OK.OK.)」と呟いている。童謡『赤い靴』を歌う。被り物を固定するためにあえて頭を丁髷にしている。
- 中間市郷土資料館（福岡県中間市）：工藤久。炭鉱関係の資料を収集する一方で、客の写真を撮りまくる。取材班の質問に答える気もない。
- 宇宙と交信する男：カゼッタ・F・岡。銀河系内のカゼッタ星（白鳥座らしい）出身。東京都世田谷区で画家を職業としている傍ら、地球人の調査をする一方で、「宇宙人と交信している」。交信に使う道具は一般電話で、主に宇宙人からかかってくるという。なお、一部記録をとっているらしい。コーナー終了後「カゼッタ岡と交信」としてスタジオから電話がかけられた。

### あの超偉人は現在・・・
- 再び追跡!八尾のエジソンと呼ばれた男：木原健次 紹介された発明品に「しけもくスパスパ」などがある。
- 再び追跡!カッパ渕の主：阿部与市。河童ではなく、見知らぬ観光客が訪れる。
- 再び追跡!最後の仙人伝説：隼源史。女弟子は弟子を辞めマジシャンに。

### その他
- 大リーグくそったれ伝説：タイ・カッブ（タイラス・レイモンド・カッブ。1886-1961） 他人の野次に対し、容赦ない制裁を加えたりするなど嫌われ者の対象となっていた。それにもかかわらず計算ずくのプレーにより、彼のいるチームは好成績だった。大リーグ殿堂入り第1号。
- 日本脱獄王伝説：西川寅吉（1854 - 1941。通称・五寸釘寅吉）。半殺しにされた叔父の仇を取るためにヤクザのいる賭場に放火をしたことにより投獄されて以来、6回もの脱獄を図る。5回目の脱獄の際、五寸釘を踏み抜いて12キロを逃亡[注 9]。

ちなみに番組では味噌汁で鉄格子を腐食させて脱獄を企てた人物（白鳥由栄）にも少し触れている。
| 回 | 投獄     | 場所       | 脱獄     | 方法 | その後 |
| -- | -------- | ---------- | -------- | --- | --- |
| 1  | 明治15年 | 三重監獄   | 明治17年 | 看守の居眠りの隙に鍵を盗む。その後、監獄脇の肥桶に身を潜めて農夫が取りに来るのを待っていた。                                                                                       | 娑婆で賭博をしていたところを警察に踏み込まれた。 |
| 2  | 明治17年 | 秋田集治監 | 明治18年 | 囚人の喧嘩に乗じて看守の目を盗んで逃走。 | 脱獄の2日目に逮捕。 |
| 3  | 明治18年 | 小菅監獄   | 明治19年 | 鎖につながれた相棒と逃走を企てる。 | 相手が元車夫だったため、逃げるにもペースがあわず、看守に追いつかれる。                                                                                             |
| 4  | 明治19年 | 空知集治監 | 明治20年 | 仲間が看守を羽交い絞めにしている隙に逃走。 | またも賭場で逮捕。 |
| 5  | 明治20年 | 樺戸監獄   | 明治21年 | 上着に小便をかけて、寒気で布がへばりつく事を利用して高さ5mの塀をよじ登る。 | 決死のダイビングの際に五寸釘を踏み抜きつつも三里（12km）もの道のりを逃げのびた。この事により、『五寸釘寅吉』の渾名が付けられた。博打をしていたところをまたも逮捕。 |
| 6  | 明治21年 | 樺戸監獄   | 明治23年 | 脱獄できないように重い鉄球を付けられ、監房に押し込められたものの、自ら合鍵（農場の土で鍵の型を作り、飯粒を糊にして紙と菜種油で合鍵に仕立てた）を作って錠を外し、監房の扉を開けた。 | その後、金持ちから盗んだ金を庶民に分け与えたが、警察に捕縛され、網走刑務所に投獄された。後に息子に説得されて改心し、30年程の服役後に釈放される。                   |

- たったひとりのオリンピック：津田真男。出世していく友人たちに置いていかれた自分にとって、一花咲かせるにはオリンピックで金メダルを取ることを思いつくが、確実にメダルに届く競技種目に迷っていた。そこでマイナーなボート競技に目をつけ、そこからオリンピックへの道を歩み始めた。そしてモスクワオリンピックでシングルスカル（英語版）の日本代表に選ばれたものの、政治的配慮から日本がボイコットを決めたために五輪参加は幻に終わった。
- 銀幕スキャンダル女王伝説：タルラー・バンクヘッド（1902 - 1968）。別名『アラバマの竜巻女』。ハリウッドでもスキャンダルの種で両刀使いでもある。ヒッチコックの映画等に出演。バットマンTVシリーズの初代ブラック・ウィドー役。自分を母親代わりに育ててくれた黒人メイドをホワイトハウスに入れた（黒人がホワイトハウス内に入った最初）。
- 殺し屋と呼ばれた将棋指し伝説：小池重明（1947 - 1992）。父から教わった賭け将棋から這い上がり、「新宿の殺し屋」と呼ばれ、角落ち戦ながら大山康晴を負かし、将棋ではアマチュア史上最強と呼ばれた真剣師。その反面、女のために金を使い込み、酒に溺れて体を壊すなどの数奇な生涯を送った。

## スタッフ
主なスタッフは『世界まる見え!テレビ特捜部』と共通している。
- 企画・演出：吉川圭三（以前は総合演出）
- ナレーター：柳生博 / 広中雅志、掛川裕彦、柴田秀勝、矢田耕司、佐藤正治、松島みのり、江森浩子
- 構成：大岩賞介、豊村剛 / 池田一之、田中直人、都築浩
- スーパーバイザー：森下泰男（以前は演出）
- 演出：正木敦、小澤龍太郎
- CO・PRODUCERS：松原寛・宇佐見友教（日企）、柴田紀久・矢沢秀樹（SFINX）、小山伸一・藤井則子（ザイオン）
- プロデューサー：佐野譲顕、菅賢治
- チーフプロデューサー：金谷勲夫 → 山根義紘 → 高田真治 → 桜田和之
- 技術協力：NTV映像センター、コスモ・スペース、オムニバスジャパン
- 特別協力：オフィス北野、吉本興業
- 制作協力：日企、SFINX、モスキート、ザイオン
- 製作著作：日本テレビ

## 関連番組
- 「たけし・さんま大宣言 今夜は命がけで笑いを取らせていただきますスペシャル!! 日本一の大まぬけ者襲名披露宴」(1992年4月5日)[42] - 後の世界超偉人伝説の元となる、日本国内の珍事件を扱った番組。
- 「熱く胸を打つ凄い奴! ヒーロー101人伝説!! ひばり裕次郎からカズ野茂SMAPまで」(1995年9月15日)[43]：スポーツ選手や芸能人等に関する伝説を紹介。
- 「火曜デラックス'96 熱く胸を打つ凄い奴! ヒーロー102人伝説!!」(1996年6月18日)[44]：同上。
- 「新春仰天ノーカット版幻の長嶋茂雄(秘)…スポーツ超スゴイ伝説よくぞ見つけた108ツ!」(1997年1月2日)：長嶋茂雄を中心に主なスポーツ選手を紹介。
- 「新春特別大放出幻の長嶋茂雄(秘)新ネタ満載・スポーツ超スゴイ伝説よくぞ見つけた108ツ!」(1998年1月2日)：同上。
- 「明石家さんま特番〜白洲次郎に会いに行く」(2006年7月19日)：本番組で紹介された白洲次郎に興味を持ったさんまが白洲次郎に関連する人物と対談をする。
- 探偵!ナイトスクープ
- 驚きももの木20世紀